# 第30回主要国首脳会議

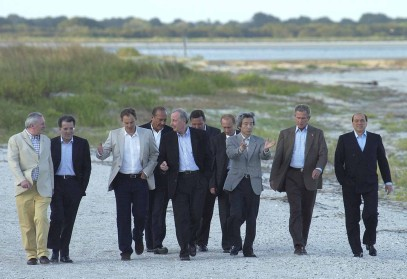
首脳の集合写真

第30回主要国首脳会議（だい30かいしゅようこくしゅのうかいぎ）は、2004年6月8日から10日までアメリカ合衆国のジョージア州シーアイランド（Sea Island, Georgia）で開催された主要国首脳会議。通称シーアイランド・サミット。

## 出席首脳

### 主要メンバー
- ジョージ・W・ブッシュ（議長・アメリカ合衆国大統領）
- ジャック・シラク（フランス共和国大統領）
- トニー・ブレア（イギリス首相）
- ゲルハルト・シュレーダー（ドイツ連邦首相）
- 小泉純一郎（日本国内閣総理大臣）
- シルビオ・ベルルスコーニ（イタリア首相）
- ポール・マーティン（カナダ首相）
- ウラジーミル・プーチン（ロシア連邦大統領）
- ロマーノ・プローディ（欧州委員会委員長）とバーティ・アハーン

### 招待（部分参加）
- ハミド・カルザイ（アフガニスタン・イスラム移行政権大統領）[1]
- アブデラズィズ・ブーテフリカ（アルジェリア大統領）[2]
- ハマド・ビン・イーサ・アール・ハリーファ（バーレーン国王）[2]
- ジョン・クフォー（ガーナ大統領 ）[2]
- ガジ・ヤワル（イラク暫定政権大統領）[2]
- アブドラ2世（ヨルダン国王）[3]
- オルシェグン・オバサンジョ（ナイジェリア大統領）[2]
- アブドゥライ・ワッド（セネガル大統領）[2]
- タボ・ムベキ（南アフリカ大統領）[2]
- レジェップ・タイイップ・エルドアン（トルコ首相）[2]
- ヨウェリ・ムセベニ（ウガンダ大統領）[2]
- アリー・アブドラ・サレハ（イエメン大統領）[2]

## ロナルド・レーガンの国葬
G8サミットは元アメリカ合衆国大統領ロナルド・レーガンの死より3日後に開催された。ジョージ・W・ブッシュは公開安置のためにレーガンの棺がアメリカ連邦議会議事堂に搬送された2004年6月9日にサミットに出席していた。議事堂の慰霊祭ではアメリカ合衆国副大統領ディック・チェイニーが彼の代理を務めた。
他国の主要メンバーのうち、イギリス首相トニー・ブレア、ドイツ首相ゲアハルト・シュレーダー、イタリア首相シルヴィオ・ベルルスコーニはレーガンの葬儀に出席するためにアメリカ滞在を延長することを決めた。日本首相小泉純一郎とカナダ首相ポール・マーティンは滞在を延長しなかったものの、サミットで追悼の意を示した。サミットが閉幕した次の日、6月11日にワシントン大聖堂で国葬式典が開催された。